# Harald Bosio
Harald Bosio (* 2. Januar 1906 in Judenburg; † 2. Dezember 1980 in Salzburg) war ein österreichischer Skilangläufer, Skispringer und Nordischer Kombinierer, der in den 1920er und 1930er Jahren aktiv war. Der ausgebildete Zahnarzt trat für den Landesskiverband für Wien und Niederösterreich an.

## Werdegang
Bosio nahm 1928 erstmals an den Olympischen Winterspielen in St. Moritz teil. In der Nordischen Kombination belegte er dabei Rang 29. Bei den Olympischen Winterspielen 1932 in Lake Placid trat er in zwei Disziplinen an. Im 18-km-Langlauf wurde Bosio mit dem 21. Platz bester Österreicher, während er in der Nordischen Kombination wieder Rang 29 erreichte. Bei den Nordischen Skiweltmeisterschaften 1933 in Innsbruck gewann Bosio in der Nordischen Kombination die Bronzemedaille; sein sportlich größter Erfolg und zugleich die erste Medaille für Österreich bei Nordischen Skiweltmeisterschaften. 1936 wurde er bei den Olympischen Winterspielen in Garmisch-Partenkirchen im 18-km-Lauf 28. und belegte mit der 4 × 10-km-Staffel Rang acht.